# Yeonpyeong
Yeonpyeong er en øgruppe i Sydkorea, beliggende i Det Gule Hav, ca. 80 km vest for byen Incheon og 12 km syd for sydkysten af Hwanghaeprovinsen i Nordkorea. Den største ø er Daeyeonpyeong, men den kaldes også ofte Yeonpyeong. Den har et areal på 7,01 km² og en befolkning på 1689 (2008). Den anden beboede ø er Soyeonpyeong, som dog er meget tyndt befolket. Arealet er denne ø er 0,24 km².